# Maroie de Dregnau de Lille
Maroie de Dregnau de Lille (fl. XIII secolo) è stata una poetessa, compositrice e troviera francese.
Della sua opera ci resta una singola strofa di un'unica canzone, Mout m'abelist quant je voi revenir, comprensiva di notazione musicale, incluse nel manoscritto F-Pn f.f. 844, f.181. La forma è quella tipica dei trovieri, ABABCDE. 